# 長屋忠明
長屋 忠明（ながや ただあき / ただあきら、1843年10月20日（天保14年9月27日）‐ 1920年（大正9年）1月2日） は、幕末の伊予松山藩士、明治期の政治家。衆議院議員。旧姓・高木。

## 経歴
伊予国温泉郡松山（現愛媛県松山市) で、松山藩士・高木四郎右衛門（明徳）の二男として生まれ、14歳で同藩士・長屋雄八郎（忠賢）の養嗣子となる。18歳で藩校・明教館に入校して文武を修めたが、武芸を好んだ。慶応3年（1867年）禁裏御所守衛を命ぜられ上京し、同年中に帰郷して監察となり、以後、代官、徒士隊長などを務めた。明治2年（1869年）少参事に就任した。
廃藩置県後、明治政府に出仕し、大蔵省出仕、東京府権中属などを歴任。愛国公党に加盟し1875年（明治8年）に退官して帰郷後、政社の結成に尽力。1877年（明治10年）西南戦争勃発などの政治状況を受けて、高知県の板垣退助、林有造らと懇談して帰郷し、同年7月、井手正光らと公共社を組織し自由民権運動を進めた。愛媛県令・岩村高俊の信頼を受けて1878年（明治11年）12月に風早・野間郡長に就任。岩村の後任県令関新平とは意見が異なったため1880年（明治13年）８月郡長を辞任した。その後、国会期成同盟の活動、自由党の結成、海南協同会の結成、松山女学校（現松山東雲学園）の設立、私立伊予尋常中学校（現愛媛県立松山東高等学校）の設立などに尽力。この間、1883年（明治16年）8月、松山で今治教会牧師・伊勢時雄（横井時雄）から受洗（洗礼）した。
一時、病のため政治活動から遠ざかったが、1888年（明治21年）３月、愛媛県会議員に当選して政界に復帰した。1890年（明治23年）5月、市ノ川鉱山事務長に就任。同年7月の第1回衆議院議員総選挙愛媛県第1区に愛国公党推薦で出馬して当選。その後、自由倶楽部に所属して、第2回総選挙では落選し、衆議院議員を1期務めた。その後、病が再発して政界の第一線を退いた。
その他、松山市会議員、同参事会員、伊予教育義会幹事、伊予尋常中学校商議員、旧9番学区連合会議員、久松家諮問員、松山同郷会副会長、海南新聞社常議員、愛媛県教育協会副会長などを務めた。
また、日本組合基督教会松山教会の信徒として、私立松山女学校評議員を務め、教会の土地・建物の提供などを行って教会の活動に貢献した。

## 親族
- 娘 村井ヨシ（村井知至の妻）[7]